# Bramley's Seedling

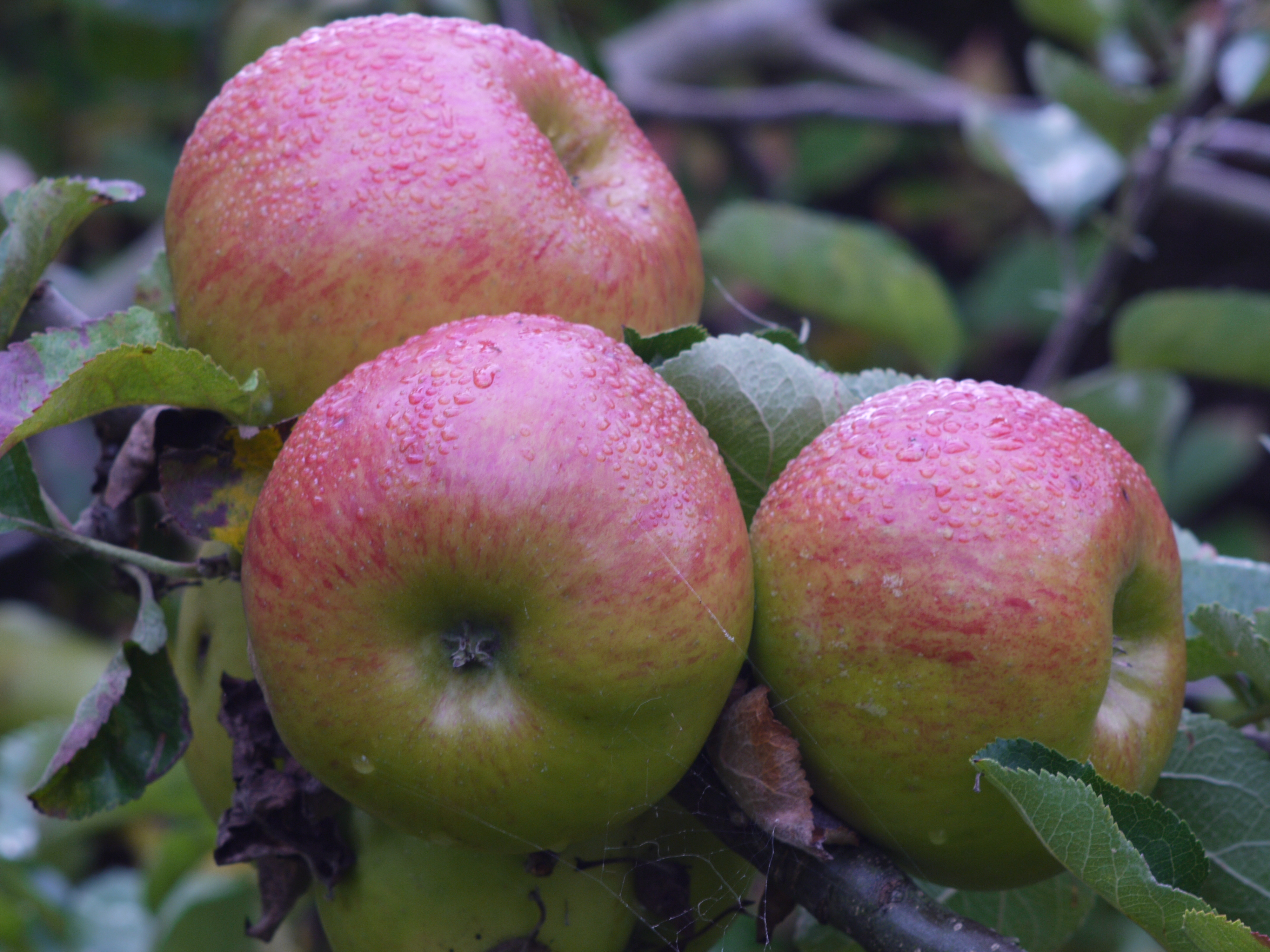
Bramley's Seedling

Bramley's Seedling is een groene appel met een rode blos en vanwege het hoge zuurgehalte vooral geschikt voor het maken van appelmoes of als ingrediënt van taarten en desserts. De onregelmatig gevormde appel is groot tot zeer groot. Bramley's Seedling is in Nederland ook wel bekend onder de namen Triomphe de Kiel, Pannekoekappel, (Brammie) Zeteling of Zedeling.

## Geschiedenis
De eerste Bramley's Seedling groeide uit een paar pitten die in 1809 door een jong meisje, Mary Ann Brailsford, in de tuin achter haar huis op 75, Church Street te Southwell in Engeland waren geplant. Het huis met de tuin werd in 1846 verkocht aan Matthew Bramley. Een lokale kweker, Henry Merryweather, nam in 1856 een aantal stekken van de boom. De eerste appels van de nieuw gekweekte bomen verkocht Merryweather in 1862. Omdat Bramley er op stond dat de appels zijn naam zouden dragen, werd het Bramley's Seedling. In 1876 werd de appel vertoond op de tentoonstelling van de Britse Horticultural Society's Fruit Committee, waarbij de vrucht een hoge waardering kreeg. De oorspronkelijke boom is in 1900 omgewaaid, maar uit de bestaande wortels is een nieuwe boom gegroeid. Deze boom staat er nog steeds.
In Nederland wordt Bramley's Seedling niet meer commercieel geteeld, de Bramley's Seedling is nog wel te krijgen bij sommige fruitboomkwekerijen. Alleen in Engeland en Wales is de Bramley nog steeds een erg populaire appel. In de Verenigde Staten en Canada wordt hij ook nog op een klein aantal bedrijven geteeld. De Bramley's Seedling was als industrie- en vooral als handappel minder van kwaliteit dan de Schone van Boskoop (Goudreinet), wat nog verminderd werd door het voorkomen van vorstneuzen. De vraag van de handel naar Bramley's Seedling nam af, de prijs daalde en men stopte met het aanplanten van dit ras.

## Eigenschappen

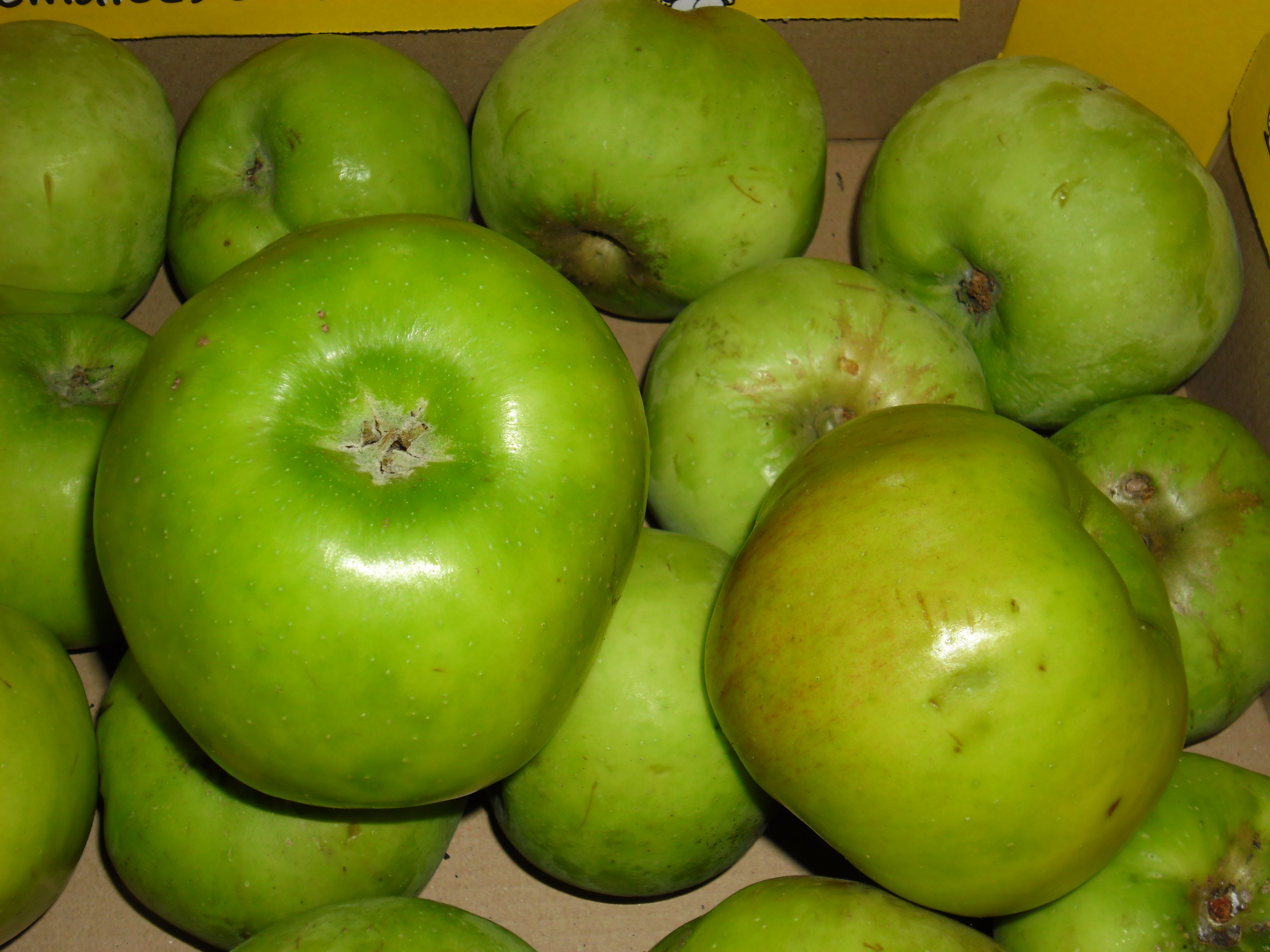
'Bramley's Seedling', groen

De boom wordt zeer groot en breed en heeft een sterke groei. Daarom is de boom alleen geschikt voor gebruik als hoogstam of struik.
Voor bestuiving van de bloemen zijn andere appelrassen nodig. Goede bestuivers zijn o.a. Cox's Orange Pippin, Discovery, Elstar, James Grieve en Jonathan.
De vrucht is eind september plukrijp en kan vanaf december gegeten worden. Ze is vaak zeer groot, onregelmatig van vorm en kan tot wel 500 gram zwaar worden. De appel kan tot half februari in de koelcel bewaard worden. Voor CA-bewaring is ze eigenlijk ongeschikt vanwege bruinverkleuring.

## Ziekten en beschadigingen
De vrucht is zeer gevoelig voor scald (bruinverkleuring van de schil). Als gevolg van nachtvorst worden vaak vorstneuzen op de appel gevormd. Dit is een bruine ring om de kelk van de vrucht, veroorzaakt door gevoeligheid van bloemen en vruchtjes voor lage temperatuur. De boom is gevoelig voor aantasting door de appelbloedluis (Eriosoma lanigerum).